# Nichlas Hardt
Nichlas Hardt (* 6. Juli 1988 in Rødovre) ist ein dänischer Eishockeyspieler, der seit 2016 erneut bei den Malmö Redhawks in der Svenska Hockeyligan unter Vertrag steht.

## Karriere
Nichlas Hardt begann seine Karriere als Eishockeyspieler in seiner Heimatstadt in der Nachwuchsabteilung der Rødovre Mighty Bulls, für die er bis 2005 aktiv war. Anschließend wechselte der Angreifer zum Herlev IC, für den er in der Saison 2005/06 sein Debüt in der AL-Bank Ligaen, der höchsten dänischen Spielklasse, gab, wobei er in 35 Spielen sechs Scorerpunkte, davon zwei Tore, erzielte. Nach weiteren zwei Spielzeiten in Herlev, beendete der Linksschütze die Saison 2007/08 bei Tappara Tampere aus der finnischen SM-liiga, mit dem er in den Playoffs den dritten Platz erreichte. In der SM-liiga war er der erste Däne der Ligengeschichte. Anschließend wurde er von den Malmö Redhawks aus der HockeyAllsvenskan, der zweiten schwedischen Liga, verpflichtet, für die er drei Jahre lang auf dem Eis stand.
Zur Saison 2011/12 kehrte Hardt in die SM-liiga zurück und erhielt einen Vertrag bei Jokerit Helsinki. Für Jokerit absolvierte er in den folgenden drei Spieljahren knapp 160 Spiele in der SM-liiga. Mit der Aufnahme von Jokerit in die KHL verließ Hardt den Verein und wechselte zum Linköpings HC in die Svenska Hockeyligan, zwei Jahre später zu den Malmö Redhawks.

### International
Für Dänemark nahm Hardt im Juniorenbereich an der U18-Junioren-B-Weltmeisterschaft 2006 sowie der U20-Junioren-B-Weltmeisterschaft 2007 und der U20-Junioren-Weltmeisterschaft 2008 teil. Im Seniorenbereich stand er im Aufgebot seines Landes bei den A-Weltmeisterschaften 2008, 2009, 2010, 2011 und 2012.

## Erfolge und Auszeichnungen
- 2007 AL-Bank Ligaen Rookie des Jahres
- 2007 Aufstieg in die Top-Division bei der U20-Junioren-Weltmeisterschaft der Division I

## Statistik
(Stand: Ende der Saison 2011/12)